# Tovuz (quận)
Tovuz (tiếng Azerbaijan:Tovuz) là một quận thuộc Azerbaijan. Dân số thời điểm năm 2012 là 142854 người.